# Карлос, принц Бурбон-Сицилийский
Дон Карлос Танкред Бурбон-Сицилийский (итал. Carlos Tancredi di Borbone; фр. Charles Marie François d'Assise Pascal Ferdinand Antoine de Padoue François de Paule Alphonse André Avellin Tancrède de Bourbon; исп. Carlos Tancredo de Borbón-Dos Sicilias) (10 ноября 1870, Грис — 11 ноября 1949, Севилья) — испанский инфант.

## Биография
Представитель сицилийской ветви династии Бурбонов. Второй сын принца Альфонсо Бурбона-Сицилийского (1841—1934), графа ди Казерта, и принцессы Марии Антуанетты Бурбон-Сицилийской (1851—1938). Внук короля Обеих Сицилий Фердинанда II.

## Военная служба
Как натурализованный испанец, инфант Карлос сделал карьеру в армии и стал генерал-капитаном Андалусии. Участвовал в военных действиях во время Испано-американской войны (1898), получив награду военный орден Марии-Кристины.

## Претендент на трон Обеих Сицилий и Испании
В 1894 году отец Карлоса Альфонсо стал главой Бурбон-Сицилийской Дома. После помолвки со своей первой женой Марией де лас Мерседес, наследницей испанского трона Карлос Танкред, с согласия своего отца, в Каннском акте 14 декабря 1900 года отказался от своих прав на наследование короны Королевства Обеих Сицилий, надеясь взойти на трон Испании. По правилам испанских и неаполитанских Бурбонов не допускалось объединение двух королевств. До рождения инфанта Альфонсо Испанского (1907), сына короля Альфонсо XIII был одним из главных претендентов на трон Испании.

## Награды
- Орден Золотого руна (Испания, 7 февраля 1901)
- Цепь ордена Карлоса III (Испания, 7 февраля 1901)
- Большой крест ордена Изабеллы Католической (Испания, 7 февраля 1901)
- Орден Алькантара (Испания, 21 марта 1901)
- Большой крест Военных заслуг Красного дивизиона (Испания, 4 мая 1910)
- Большой крест Военно-морских заслуг Белого дивизиона (Испания, 10 октября 1923)
- Большой крест ордена Святого Херменегильдо (Испания, 8 июля 1929)
- Большой крест Военного ордена Марии-Кристины (Испания)
- Рыцарь Большого креста ордена Бани (Великобритания)
- Рыцарь Большого креста Королевского Викторианского ордена (Великобритания)
- Большой крест ордена Башни и Меча (Португалия)

## Браки и дети
14 февраля 1901 года в Мадриде первым браком женился на Марии де лас Мерседес (11 сентября 1880 — 17 октября 1904), принцессе Астурийской, сестре короля Испании Альфонсо XIII, дочери короля Испании Альфонсо XII Умиротворителя (1857—1885) и Марии Кристины Австрийской (1858—1929). Через несколько дней после заключения брака Карлос Танкред получил титул инфанта, но вынужден был отказаться от своих прав на королевский трон Обеих Сицилий.
Супруги имели в браке трех детей:
- Инфант Альфонсо (30 ноября 1901 — 6 февраля 1964), герцог Калабрийский, принц Астурийский и наследник испанского престола в 1904—1907 годах (с момента смерти Марии де лас Мерседес до рождения сына короля Альфонсо XIII), претендент на трон Обеих Сицилий в 1960—1964 годах.
- Инфанта Фернандина (6 марта 1903 — 4 августа 1905), умерла в возрасте 2 лет
- Инфанта Изабелла Альфонса (10 октября 1904 — 18 июля 1985), жена польского аристократа, графа Яна Канти Замойского (1900—1961)

Мерседес умерла во время родов младшей дочери Изабеллы Альфонсы в 1904 году.
16 ноября 1907 года в Ившеме (Великобритания) инфант Карлос Бурбон-Сицилийский вторично женился на принцессе Луизе Орлеанской (24 февраля 1882 — 18 апреля 1958), дочери Луи-Филиппа, графа Парижского (1838—1894) и Марии Изабеллы Орлеанской (1846—1919). Супруги имели четырёх детей, которые уже не получили титулов инфантов:
- Дон Карлос (5 августа 1908 — 27 сентября 1936), погиб во время Гражданской войны в Испании
- Донья Мария де лос Долорес (15 ноября 1909 — 11 мая 1996), жена с 1937 года князя Августана Юзефа Чарторыйского (1907—1946), мать князя Адама Кароля
- Донья Мария де лас Мерседес (23 декабря 1910 — 2 января 2000) — супруга с 1935 года графа Барселонского Хуана (1913—1993), мать короля Испании Хуана Карлоса I
- Донья Мария де ла Эсперанса (14 июня 1914 — 8 августа 2005) — супруга с 1944 года бразильского принца и претендента на трон Педро Гаэтано Орлеан-Браганса (1913—2007).